# Tasikharjo (Kaliori)
Tasikharjo is een bestuurslaag in het regentschap Rembang van de provincie Midden-Java, Indonesië. Tasikharjo telt 1255 inwoners (volkstelling 2010).